# Star Trek: Beyond
Star Trek: Beyond is een Amerikaanse sciencefictionfilm uit 2016 onder regie van Justin Lin. Het is de dertiende Star Trekfilm en een sequel op de film Star Trek: Into Darkness uit 2013.

## Verhaal
In het derde jaar van een vijfjarige missie arriveert de USS Enterprise op Starbase Yorktown voor bevoorrading en verlof voor haar vermoeide bemanning. Kapitein Kirk heeft moeite met de motivatie en dient een aanvraag in voor een promotie tot vice-admiraal en commandant van Yorktown. In Yorktown wordt Sulu herenigd met zijn man en kind, beëindigt Uhura haar relatie met Spock en krijgt Spock te horen dat ambassadeur Spock (hijzelf uit een oude tijdlijn) is overleden waarop hij overweegt om Starfleet te gaan verlaten.
De commandant van Yorktown ontvangt een noodoproep van Kalara, die beweert dat haar schip is gestrand op Altamid, een planeet in een nabijgelegen onbekende nevel.
De Enterprise wordt op reddingsmissie gestuurd. De noodoproep blijkt een hinderlaag en de Enterprise wordt aangevallen door een enorme zwerm van kleine schepen onder aanvoering van Krall, die op zoek is naar een relikwie genaamd Abronath. Deze Abronath heeft Kirk nog in zijn bezit omdat hij het had meegekregen voor een diplomatieke missie die eerder mislukte. Kralls zwerm verwoest de romp van de Enterprise waarna een deel van de bemanning van het schip gevangen wordt genomen. Door zeer zware schade en de zwaartekracht van Altamid stort de Enterprise vervolgens neer op deze planeet.
Op het oppervlak van de planeet wordt Scott gered door Jaylah, een buitenaardse vrouw die ontsnapt is uit een gevangenis van Krall. Zij verschuilt zich in het bekende en al 100 jaar vermiste ruimteschip USS Franklin. Leonard McCoy behandelt de zwaargewonde Spock met primitieve middelen. Kirk en Chekov komen erachter dat Kalara een bondgenoot van Krall is. Al deze bemanningsleden komen weer samen en beramen de redding van de overige bemanningsleden. Jaylah biedt haar kennis aan onder voorwaarde dat ze geholpen wordt bij haar pogingen de planeet te verlaten.
Krall heeft de Abronath bemachtigd. Het is een onderdeel van een krachtig biologisch wapen. Krall blijkt kapitein Balthazar Edison van de USS Franklin te zijn, die wraak wil nemen op de Federatie. Hij gelooft dat de Federatie hem en zijn overleden bemanningsleden opzettelijk heeft verlaten. Hij heeft al die tijd overleefd op levensverlengende technologie waarbij hij levenskracht kon aftappen uit gevangengenomen wezens op Altamid. Krall is van plan om de Yorktown-basis aan te vallen met zijn zwerm schepen en de Abronath.
Met behulp van Jaylah worden de nog levende bemanningsleden van de Enterprise gered maar Krall gaat dan met zijn zwerm schepen zo snel mogelijk op weg naar Yorktown. Met de bijna 120 jaar oude USS Franklin wordt de achtervolging ingezet.
De enorme zwerm kleine schepen van Krall kan worden verstoord door het uitzenden van ouderwetse radiosignalen. De aanval mislukt maar Krall, nu in zijn menselijke gedaante van Balthazar Edison, probeert van binnenuit het biologische wapen via het ventilatiesysteem in Yorktown te verspreiden. Kirk voorkomt dit op het laatste moment.
Kirk kiest ervoor om kapitein te blijven, Spock besluit om bij Starfleet te blijven en hervat zijn relatie met Uhura. Jaylah wordt toegelaten tot Starfleet Academy op basis van een aanbeveling van Kirk. Als de bemanning Kirks verjaardag viert, zien ze de bouw van hun nieuwe schip, USS Enterprise A.

## Rolverdeling
| Acteur             | Personage                     |
| ------------------ | ----------------------------- |
| Chris Pine         | James T. Kirk                 |
| Zachary Quinto     | Spock                         |
| Karl Urban         | Leonard McCoy                 |
| Zoë Saldana        | Nyota Uhura                   |
| Simon Pegg         | Montgomery Scott              |
| Anton Yelchin      | Pavel Chekov                  |
| John Cho           | Hikaru Sulu                   |
| Idris Elba         | Krall                         |
| Sofia Boutella     | Jaylah                        |
| Shea Whigham       | Leider van de Teenaxi         |
| Shohreh Aghdashloo | Commandant Paris van Yorktown |
| Greg Grunberg      | Officier van Yorktown         |

## Productie
J.J. Abrams had al te kennen gegeven in september 2013 dat hij geen tijd zou hebben om de vervolgfilm te regisseren maar dat hij wel als filmproducent zou meewerken. In mei 2014 werd scenarioschrijver Roberto Orci naar voor geschoven als regisseur maar uiteindelijk viel de keuze op Justin Lin. In augustus 2015 werd bevestigd dat de componist Michael Giacchino ook nu weer de muziek zou schrijven. In december 2015 verscheen de eerste teaser trailer met het nummer Sabotage dat ook al gebruikt werd in de film Star Trek uit 2009.
De filmopnames begonnen op 25 juni 2015 in Vancouver en Squamish, Brits Columbia, Canada. Vervolgens werd er gefilmd in Seoel, Zuid-Korea en Dubai, Verenigde Arabische Emiraten. De opnames liepen ten einde op 15 oktober 2015.
De film ging op 7 juli 2016 in première in Sydney, Australië en in Noord-Amerika op 22 juli 2016.